# Perdita omani
Perdita omani är en biart som beskrevs av Timberlake 1964. Perdita omani ingår i släktet Perdita och familjen grävbin. Inga underarter finns listade i Catalogue of Life.